# Покровське (Маріупольський район)
Покровське (до 1945 р. — Самарина Балка, з 1945 до 1 квітня 2016 — Іллічівське) — село Маріупольської міської громади Маріупольського району Донецької області, Україна.

## Загальні відомості
Землі села межують з територією Маріуполя. Відстань до райцентру становить близько 17 км і проходить автошляхом місцевого значення. Покровське — центр сільської ради, розташоване за 9 км від залізничної станції Маріуполь. Населення — 1383 особи. Сільській раді підпорядковані також населені пункти Червоне, Широка Балка.
Центральна садиба колгоспу «Шлях Ілліча» міститься в Покровському. Загальна площа орної землі — 2432 га. Основний виробничий напрям — вирощування зернових і технічних культур; розвинуте молочне тваринництво, птахівництво. За високі показники у сільськогосподарському виробництві птахівниця Є. М. Чеботкова нагороджена орденом Леніна.
У селі — бібліотека, клуб, літній кінотеатр. Функціонує дільнична лікарня. Працюють 2 крамниці.

## Населення
За даними перепису 2001 року населення села становило 1383 особи, з них 26,97 % зазначили рідною мову українську, 72,74 % — російську та 0,07 % — білоруську мову.